# محوطه کویره کانی قباغلو
محوطه کویره کانی قباغلو مربوط به دوران‌های تاریخی پس از اسلام است و در شهرستان سقز، بخش مرکزی، روستای قباغلو واقع شده و این اثر در تاریخ ۱۰ دی ۱۳۸۱ با شمارهٔ ثبت ۶۸۹۶ به‌عنوان یکی از آثار ملی ایران به ثبت رسیده است.